# Ookami Shounen Ken
Ookami Shounen Ken (яп. 狼少年ケン О:ками сё:нэн Кэн, Кэн — мальчик-волк) — японский аниме-сериал, первый сериал выпущенный студией Toei Animation. Транслировался в 18:15 по телеканалу TV Asahi (также самый первый сериал телеканала) с 25 ноября 1963 года по 16 августа 1965 года. Всего выпущено 86 серий аниме. По мотивам сериала в 1963 и 1964 годах были выпущены 2 анимационных фильма. Сериал транслировался в США, Австралии и Южной Америки. Так как на момент создания сериала аниме-индустрия в Японии была ещё плохо развита, создатели не рассчитывали на большую популярность и таким образом пренебрежительно относились к качеству анимации, ограничиваясь 8 кадрами в секунду. Однако быстро растущая популярность сериала заставила изменить подход аниматоров к работе и увеличить частоту кадров до 24 в секунду. В работе над сериалом принимал участие Хаяо Миядзаки.

## Сюжет
Сюжет разворачивается вокруг дикого мальчика из джунглей по имени Кэн, который был найден и выращен волками. Вместе с друзьями-волчатами Титти и Поппо он ищет новые и опасные приключения. Недавно пролетевшая комета изменяет климатические условия Африки и теперь Кэн должен выживать вместе с волчатами и помогать другим зверям.

## Роли озвучивали
- Юдзи Нисимото — Кэн
- Ёко Мидзугаки — Поппо
- Кадзуэ Тагами — Титти
- Дзёдзи Янами — Босс
- Хироси Отакэ — Блек
- Кэндзи Уцуми — Одноглазый Джек
- Такудзо Камияма — Горилла
- Хироси Масуока — Медведь
- Рэйко Кацура — Дороми